# WpÜG-Angebotsverordnung
Die WpÜG-Angebotsverordnung (WpÜG-AV) führt als Rechtsverordnung Angebote gemäß § 2 Abs. 1 des Wertpapiererwerbs- und Übernahmegesetzes aus.
In 13 Paragrafen werden die Inhalte, Gegenleistungen und Veröffentlichungen von solchen Angeboten geregelt.